# Обслуговування клієнтів

Київський документ-сервіс «Готово» перед відкриттям, вересень 2019 року

Обслуговування клієнтів — це надання послуг клієнтам до, під час і після купівлі. Гарне обслуговування забезпечує досвід, який відповідає очікуванням споживачів. Таким чином збільшується кількість лояльних клієнтів. Погане обслуговування може генерувати скарги та привести до втрати продажів, оскільки споживачі почнуть користуватися послугами конкурента.
Обслуговування клієнтів може принести значний успіх компанії. Завдяки йому будуються зв'язки між споживачем та самою організацією. Для обох сторін є плюси. Клієнт отримує високоякісний сервіс, а компанія підвищує продажі та прибуток.
Серед основних стандартів обслуговування клієнтів провідні українські компанії, наприклад, зазначають:
- правдивість інформації про товар (послугу);
- надання зворотного зв'язку покупцеві (клієнтові);
- максимально швидке виконання замовлень.

## Покращення обслуговування клієнтів
Фахівці роботи з клієнтами серед способів покращення обслуговування клієнтів, окрім іншого, зазначають потребу стати на місце клієнта та усвідомити можливі перешкоди набуття послуги чи придбання товару; збирати й узагальнювати інформацію про покупців / клієнтів; унормувати систему обслуговування тощо.
Серед найбільш клієнтоорієнтованих компаній спеціалісти називають:
- Amazon
- Wegmans
- Citizens
- Subaru
- LG
- Avon Products
- Calvin Klein
- USAA

та інші.

### Підтримка клієнтів
Підтримка клієнтів відіграє важливу роль на шляху компанії до успіху. Не достатньо лише надавати якісний товар. Більшу частину уваги покупця займає саме підтримка.
Підтримка — це комплекс заходів, які допомагають споживачу правильно використовувати товар, усувати його несправності, налаштувати його і т. д.
Грань між продуктами і послугами вже давно розмилась, і обслуговування клієнтів стало частиною самого продукту. Деякі почали робити на своїх сайтах посилання про підтримку або ж додавати різноманітні статті про сервіс.
Якісна служба підтримки повинна мати змогу розв'язати будь-яку проблему та відповісти на будь-яке питання.

### Зворотний зв'язок
Клієнт має бути впевненим, що на його дзвінок завжди хтось відповість або принаймні передзвонить. Набагато краще використовувати живе спілкування, ніж електронну пошту. Листування — це вузький канал комунікації.
Непоганий спосіб комунікації — це невеликі опитування. Тоді клієнт зможе залишити свій позитивний відгук. Таким чином він буде знати, що його думка дійсно важлива, а це неодмінно додасть кілька балів компанії. До того ж ці коментарі дійсно необхідні. Це неначе дивитися на свою роботу зі сторони, а тобі ще й підказують, що добре, а що треба змінити.

### Клієнтський досвід
Зосередити всю увагу на обслуговуванні — це не просто тренд, а й політика вдалого бізнесу. Знайти спільну мову з клієнтом означає не тільки те, що вас полюбить споживач. Це ще й підвищить ваш прибуток. На основі багатьох досліджень можна зробити висновки, що багато людей готові платите більше, але за кращий сервіс.
Результати якісного обслуговування клієнтів:
- Споживачі розкажуть про компанію родичам та знайомим;
- Поділяться відгуком у соціальних мережах;
- Будуть продовжувати користуватися послугами конкретної компанії;
- Не будуть звертати уваги на конкурентів компанії;